# Бочац (Бања Лука)
Бочац је насељено мјесто и мјесна заједница на подручју града Бање Луке, Република Српска, БиХ. Према подацима пописа становништва 2013. године, у овом насељеном мјесту је пописано 864 лица.
Овдје се налази Црква Светог цара Константина и Јелене (Бочац).

## Привреда
У близини се налази истоимено акумулационо језеро и Хидроелектрана Бочац која напаја град Бањалуку електричном енергијом.

## Култура и образовање
У Бочцу повише Хидроелектране налази се и Тврђава Бочац која се први пут помиње 1448. године.

## Становништво
|             | 2013.        | 1991.          | 1981.          | 1971.          |
| Укупно      | 864 (100,0%) | 1 685 (100,0%) | 2 232 (100,0%) | 2 395 (100,0%) |
| Срби        | 857 (99,19%) | 1 670 (99,11%) | 2 209 (98,97%) | 2 389 (99,75%) |
| Хрвати      | 3 (0,347%)   | 1 (0,059%)     | 3 (0,134%)     | 1 (0,042%)     |
| Неизјашњени | 2 (0,231%)   | –              | –              | –              |
| Македонци   | 1 (0,116%)   | –              | 1 (0,045%)     | –              |
| Роми        | 1 (0,116%)   | –              | –              | –              |
| Остали      | –            | 10 (0,593%)    | 10 (0,448%)    | 5 (0,209%)     |
| Југословени | –            | 3 (0,178%)     | 5 (0,224%)     | –              |
| Бошњаци     | –            | 1 (0,059%)1    | 4 (0,179%)1    | –              |

1. 1 На пописима од 1971. до 1991. Бошњаци су пописивани углавном као Муслимани.

| Демографија | Демографија | Демографија |
| Година      | Становника  | Становника  |
| ----------- | ----------- | ----------- |
| 1948.       | 1.734       |             |
| 1953.       | 2.011       |             |
| 1961.       | 2.284       |             |
| 1971.       | 2.395       |             |
| 1981.       | 2.232       |             |
| 1991.       | 1.679       |             |